# Autolak

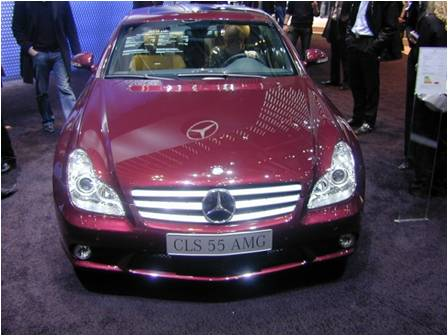
Een Mercedes behandeld met een autolak gebaseerd op aluminiumoxide

Autolak is een laksoort die in de schadeherstelbranche en in de autofabricage wordt gebruikt.
De kleur en/of effect van autolak (verf) wordt tegenwoordig vaak door een spuiter of een schadeherstelexpert samengesteld door middel van een computer. Bij deze kan aangegeven worden wat de benodigde hoeveelheden zijn van verscheidene stoffen om uiteindelijk de gewenste kleur/effect lak te creëren.
Kenmerkend voor autolak is dat deze verf bijzonder goed uv-lichtbestendig is en verkleuring en verwering weerstaat: men kiest voor lichtechte pigmenten. Aangezien de gebruikte hoeveelheden zo groot zijn en aan de kwaliteit hoge eisen worden gesteld is de fabricage van autolak een van de drijvende krachten achter de ontwikkeling van nieuwe pigmenten. Tegenwoordig bestaat het bindmiddel meestal uit een acrylaathars.